# Zockau

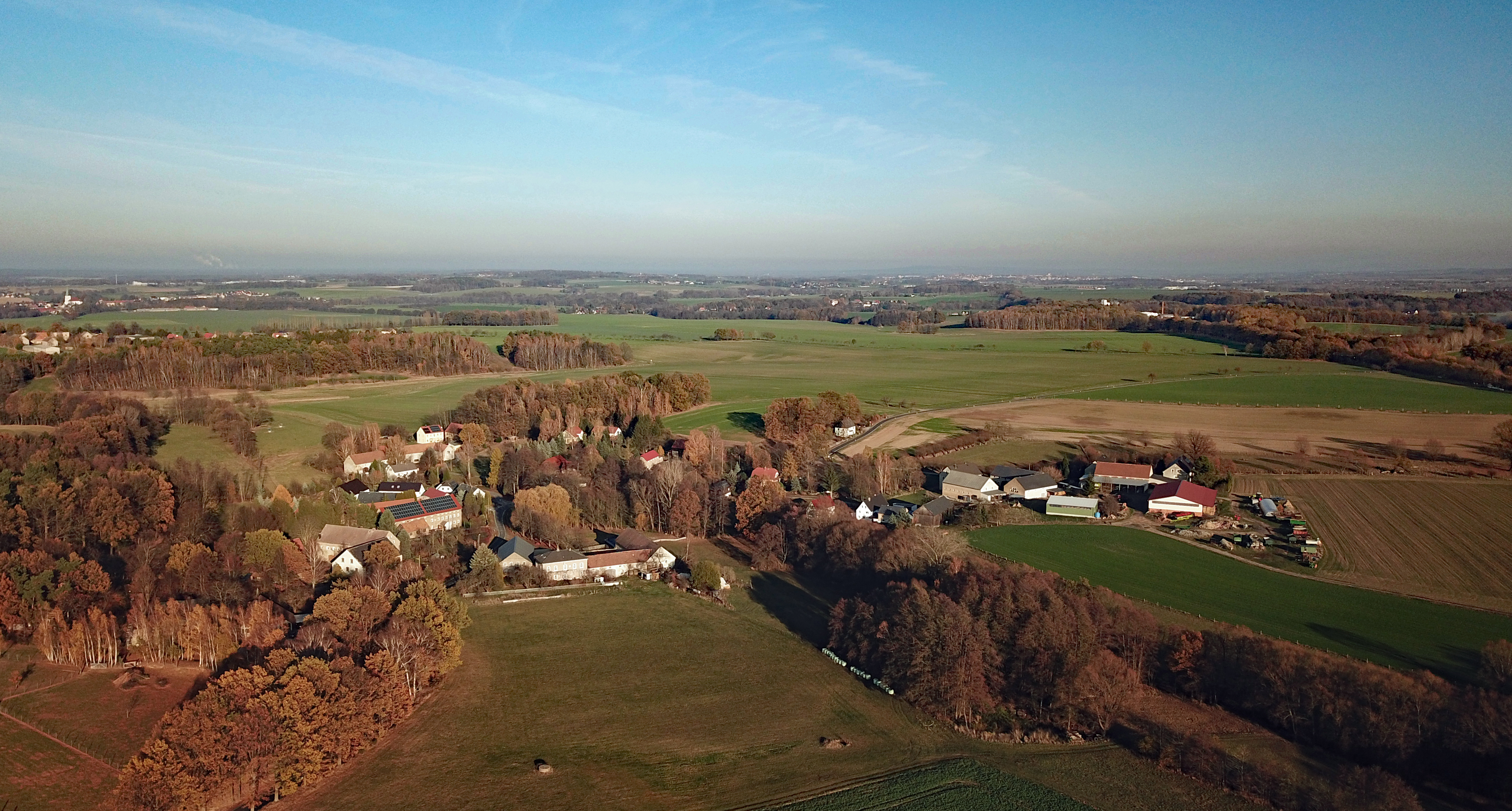
Luftbild

Zockau, obersorbisch Cokowⓘ, ist eine Ortschaft mit knapp 100 Einwohnern, die zur Gemeinde Doberschau-Gaußig in der sächsischen Oberlausitz gehört. Es befindet sich im Nordwesten der aus 21 Ortsteilen bestehenden Gemeinde. Der Ort befindet sich im offiziellen Siedlungsgebiet der Sorben.

## Geografie
Zockau befindet sich im Oberlausitzer Gefilde in relativ abgeschiedener Lage. Durch den Ort fließt das Naundorfer Wasser, ein rechter Quellbach des Schwarzwassers.
Die Dorfanlage Zockaus wird als lockeres Platzdorf beziehungsweise als slawisches Rundlingsdorf bezeichnet.

## Geschichte
Die erste urkundliche Erwähnung Zockaus erfolgte 1241 in der Oberlausitzer Grenzurkunde. 
Für seine Statistik über die sorbische Bevölkerung der Lausitz ermittelte Arnošt Muka in den 1880er Jahren eine Bevölkerungszahl von 128 Einwohnern, davon 106 Sorben (83 %). Am 1. Juli 1950 wurde Zockau nach Gaußig eingemeindet. 1956 zählte Ernst Tschernik in der Gemeinde Gaußig einen sorbischsprachigen Bevölkerungsanteil von gerade noch 5,5 %, insgesamt 50 Sprecher. Heute ist die Sprache aus dem Ortsalltag verschwunden.
Der Bauingenieur Eberhard Deutschmann (1926–2005) wurde in Zockau geboren.